# 淞南公园
淞南公园是中華人民共和國上海市寶山區的一個公園，面積8萬平方米，於1998年對外開放。公園共有3個大門，內有種植水杉、香樟樹等大型喬木。